# Frölunda HC 2011/2012
Elitserien i ishockey 2011/2012 är Frölunda HC:s 32:e säsong i Elitserien i ishockey. Under säsongen spelar laget även i European Trophy.

## European Trophy
Frölunda spelade under försäsongen i West Division i European Trophy. Frölunda slutade etta i sin grupp och fick därmed möta Linköpings HC i kvartsfinal den 16 december.

### Tabell
De två främsta lagen gick vidare till slutspel.
| European Trophy 2011 - West Division | European Trophy 2011 - West Division | SM | V | O | F | ÖTV | ÖTF | SLV | SLF | GM | IM | MS  | P  |
| ------------------------------------ | ------------------------------------ | -- | - | - | - | --- | --- | --- | --- | -- | -- | --- | -- |
| 1                                    | Frölunda Indians                     | 8  | 5 | 2 | 1 | 0   | 0   | 1   | 1   | 32 | 19 | +13 | 18 |
| 2                                    | Eisbären Berlin                      | 8  | 4 | 1 | 3 | 0   | 1   | 0   | 20  | 18 | 26 | -8  | 13 |
|                                      |                                      |    |   |   |   |     |     |     |     |    |    |     |    |
| 3                                    | EC Red Bull Salzburg                 | 8  | 4 | 0 | 4 | 0   | 0   | 0   | 0   | 27 | 25 | +2  | 12 |
| 4                                    | TPS                                  | 8  | 2 | 3 | 3 | 1   | 1   | 1   | 0   | 19 | 20 | -1  | 11 |
| 5                                    | Färjestad BK                         | 8  | 2 | 3 | 3 | 1   | 1   | 0   | 1   | 15 | 21 | -6  | 10 |
| 6                                    | Tappara                              | 8  | 1 | 2 | 5 | 0   | 0   | 0   | 2   | 21 | 28 | -7  | 5  |

## Trupp
Spelare med kontrakt för säsongen 2011/2012.

| Nr | Nat      | Spelare                | Pos  | S/H | Ålder | Värvad | Födelseort                        |
| -- | -------- | ---------------------- | ---- | --- | ----- | ------ | --------------------------------- |
| 30 | Danmark  | Frederik Andersen      | M    | L   | 35    | 2011   | Herning, Danmark                  |
| 11 | Sverige  | Per-Johan Axelsson (A) | C/LW | L   | 50    | 2009   | Kungälv, Bohuslän                 |
| 16 | Sverige  | Anton Axelsson         | LW   | L   | 39    | 2010   | Kungälv, Bohuslän                 |
| 26 | Sverige  | Victor Backman         | LW/C | L   | 33    | 2010   | Öckerö, Bohuslän                  |
| 5  | Sverige  | Christian Bäckman      | B    | L   | 44    | 2009   | Alingsås, Västergötland           |
| 8  | Sverige  | Fredrik Eriksson       | B    | L   | 41    | 2011   | Örebro, Närke                     |
| 35 | Sverige  | Linus Fernström        | M    | L   | 37    | 2011   | Stenungsund, Västra Götalands län |
| 33 | Schweiz  | Patrick von Gunten     | B    | L   | 40    | 2011   | Thun, Schweiz                     |
| 45 | Sverige  | Magnus Hellberg        | M    | L   | 33    | 2011   | Uppsala, Uppland                  |
| 21 | Sverige  | Mikael Johansson       | C    | R   | 43    | 2007   | Göteborg, Västergötland/Bohuslän  |
| 2  | Sverige  | Pierre Johnsson        | B    | L   | 41    | 2011   | Karlstad, Värmland                |
| 9  | Sverige  | Magnus Kahnberg        | RW   | R   | 45    | 2011   | Kungälv, Bohuslän                 |
| 31 | Sverige  | Nicklas Lasu           | LW   | L   | 35    | 2010   | Mölndal, Västergötland            |
| 72 | Sverige  | Robin Lindqvist        | C/LW | L   | 37    | 2010   | Boden, Norrbotten                 |
| 20 | Sverige  | Joel Lundqvist (C)     | C    | L   | 42    | 2009   | Åre, Jämtland                     |
| 41 | Norge    | Mathis Olimb           | C/LW | L   | 39    | 2011   | Oslo, Norge                       |
| 46 | Sverige  | Christoffer Persson    | B    | L   | 39    | 2011   | Göteborg, Västergötland/Bohuslän  |
| 10 | Sverige  | Fredrik Pettersson (A) | RW   | R   | 37    | 2011   | Göteborg, Västergötland/Bohuslän  |
| 37 | Finland  | Mika Pyörälä           | LW   | L   | 43    | 2010   | Uleåborg, Finland                 |
| 18 | Sverige  | Fredrik Sjöström       | LW   | L   | 41    | 2011   | Färgelanda, Dalsland              |
| 12 | Sverige  | Johan Sundström        | C/RW | L   | 32    | 2011   | Göteborg, Västergötland/Bohuslän  |
| 4  | Sverige  | Viktor Svedberg        | B    | L   | 33    | 2009   | Göteborg, Västergötland/Bohuslän  |
| 17 | Sverige  | Jari Tolsa             | LW   | L   | 43    | 2010   | Göteborg, Västergötland/Bohuslän  |
| 7  | Sverige  | Henrik Tömmernes       | B    | L   | 34    | 2006   | Karlstad, Värmland                |

## Transaktioner
| Nyförvärv till Frölunda HC | Nyförvärv till Frölunda HC | Nyförvärv till Frölunda HC |
| -------------------------- | -------------------------- | -------------------------- |
| Spelare                    | Tidigare klubb             | Kontrakterad               |
| Victor Backman             | Frölunda J20               | 2 år                       |
| Anton Axelsson             | Timrå IK                   | 2 år                       |
| Jari Tolsa                 | Linköpings HC              | 2 år                       |
| Patrick von Gunten         | Kloten Flyers              | 1 år                       |
| Magnus Hellberg            | Almtuna IS                 | 2 år                       |
| Magnus Kahnberg            | Brynäs IF                  | 2 år                       |
| Pierre Johnsson            | Luleå HF                   | 2 år                       |
| Fredrik Eriksson           | Nürnberg Ice Tigers        | 2 år                       |
| Linus Fernström            | Enköpings SK               | 2 år                       |
| Christoffer Persson        | Rögle BK                   | 2 år                       |
| Frederik Andersen          | Frederikshavn Hawks        | 2 år                       |
| Mathis Olimb               | Rockford IceHogs           | 2 år                       |
| Viktor Svedberg            | Frölunda J20               | 2 år                       |
| Fredrik Pettersson         | Chicago Wolves             | 4 år                       |
| Fredrik Sjöström           | Färjestad BK               | 3 år                       |

| Förlänger med Frölunda HC | Förlänger med Frölunda HC |
| ------------------------- | ------------------------- |
| Spelare                   | Kontrakterad              |
| Nicklas Lasu              | 2 år                      |
| Henrik Tömmernes          | 1 år                      |

| Lämnar Frölunda HC | Lämnar Frölunda HC |
| ------------------ | ------------------ |
| Spelare            | Nytt lag           |
| Niklas Andersson   | Slutar             |
| Andreas Karlsson   | Slutar             |
| Ville Mäntymaa     | Oulun Kärpät       |
| John Klingberg     | Jokerit            |
| Tobias Viklund     | AIK Hockey         |
| Johan Holmqvist    | Brynäs IF          |
| Tomi Kallio        | Växjö Lakers       |
| Joakim Lundström   | Timrå IK           |
| Oscar Hedman       | Timrå IK           |
| Riku Hahl          | Jokerit            |
| Jesper Mattsson    | Malmö Redhawks     |
| Mikko Mäenpää      | Amur Khabarovsk    |
| Pavel Skrbek       | HC Rabat Kladno    |
| Linus Fernström    | Almtuna IS (lån)   |
| Victor Backman     | Borås HC (lån)     |

| Lämnar Frölunda HC under säsongen | Lämnar Frölunda HC under säsongen | Lämnar Frölunda HC under säsongen |
| --------------------------------- | --------------------------------- | --------------------------------- |
| Spelare                           | Nytt lag                          | Datum                             |
| Dragan Umicevic                   | Malmö Redhawks                    | 13 oktober                        |
| Toni Koivisto                     | Luleå HF                          | 6 november                        |
| Robin Lindqvist                   | Timrå IK                          | 18 januari                        |